# Patrick Pélata
Patrick Pélata, né le 24 août 1955 aux Pujols (Ariège), est un Ingénieur, polytechnicien et administrateur d'entreprise français. Il a notamment été directeur général de Renault. Il est administrateur de Safran. Il est président de l'Académie des Technologies 

## Biographie
(avril 2011).
Pélata est un proche de  Carlos Ghosn, qu'il est l'un des rares à tutoyer avec Jean Baptiste Duzan
- 1974 : École polytechnique[4]
- 1976 : dans les mines d'Oignies, il est mis aux arrêts pour manquement au devoir de réserve après avoir rédigé un rapport de stage critiquant les conditions de travail dans les houillères[4],[5]
- 1980 : signe sous le pseudonyme Patrick O'Hara dans la revue Société française du Parti communiste français[4]
- 1981 : chercheur à l'École nationale des ponts et chaussées[4]
- 1982 : démissionne après dix années d'adhésion du Parti communiste français après l'instauration de l'état de siège par le général Wojciech Jaruzelski en Pologne[4]
- 1984 : chef d'atelier à l'usine Renault de Flins aux méthodes tôlerie[6]
- 1985 à 1998 : Bureau des études[6]
- 1998 : directeur du développement de l'ingénierie véhicule, entrée au comité de direction[6]
- 1999 : directeur général adjoint de Nissan[6]
- 1er septembre 2008 : Leader du comité de management de la région Europe Renault[6]
- 13 octobre 2008 - 11 avril 2011 : directeur général de Renault[6]
- 2009 : nommé chevalier de la Légion d'honneur
- 11 avril 2011 : il démissionne de ce poste après l'affaire de pseudo-espionnage[5].
- 16 août 2012 : il quitte Renault pour rejoindre une société de technologie en Californie.
- 11 septembre 2012 : nommé vice-président exécutif et responsable du secteur automobile de Salesforce.com, spécialiste américain du Cloud Computing[7],[8].
- Juillet 2015 il préside Meta Consulting LLC, société de conseil qu'il a créée[9].
- 3 octobre 2018, à l'ouverture du salon de l'Auto, Emmanuel Macron lui confie une mission sur les véhicules autonomes et les nouvelles mobilités[10].

## Études
Patrick Pélata est diplômé de l'École polytechnique et de l'École Nationale des Ponts et Chaussées, ainsi que de l'École des hautes études en sciences sociales de Paris ; il est titulaire d'un doctorat en socioéconomie.

## Distinctions
- Chevalier de la Légion d'honneur (2009)